# Michel D'Hooghe (voetbalbestuurder)

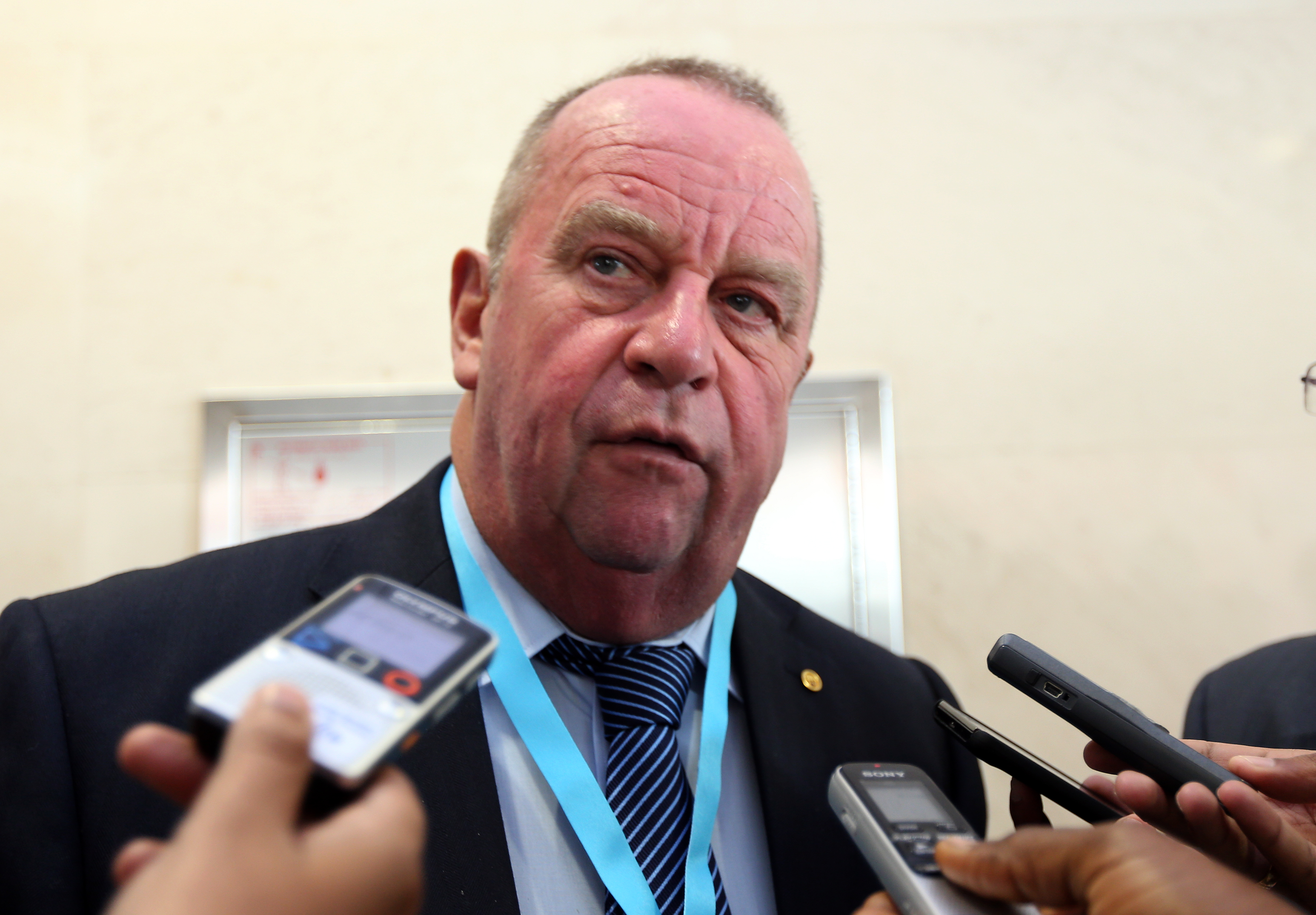
Michel D'Hooghe, 2013

Michel baron D'Hooghe (Brugge, 8 december 1945) is een gewezen Belgisch arts en gewezen voorzitter van zowel de Belgische Voetbalbond (1987-2001) als van de Belgische voetbalclub Club Brugge K.V. (2003-2009). D'Hooghe was ook voorzitter van het  medisch comité van FIFA.
In de vroege jaren 70 maakte D’Hooghe zich als jonge dokter verdienstelijk voor Club Brugge, samen met kinesist Eddy Warrinnier. Het duo werd met een dramatische gebeurtenis geconfronteerd, toen Club-speler Nico Rijnders in oktober 1972 tijdens een wedstrijd tegen Club Luik getroffen werd door een hartaanval. Een snelle interventie van dokter D'Hooghe redde hem het leven. Vier jaar later overleed de Nederlander alsnog na een nieuwe, fatale hartstilstand.
Aan de zijde van trainer Ernst Happel maakte D'Hooghe de opgang van Club Brugge tot Europese subtopper mee. In 1979 werd hij vertegenwoordiger van Club bij de Profliga. Twee jaar later volgde hij Standard-boegbeeld Roger Petit op als voorzitter van de Profliga, een mandaat dat hij zes jaar zou uitoefenen. 
In 1986 werd hij delegatiehoofd van het Belgisch voetbalelftal voor het WK in Mexico. Eén jaar later promoveerde D'Hooghe tot voorzitter van de Belgische Voetbalbond. Nog eens een jaar later werd hij lid van het Uitvoerend Comité van de FIFA en voorzitter van de Medische Commissie van de wereldvoetbalbond.
Gedurende veertien jaar leidde D'Hooghe de grootste nationale sportfederatie. In 1995, bij de 100ste verjaardag van de voetbalbond en exact tien jaar na het Heizeldrama, werd het totaal gerestaureerde nationale stadion ingehuldigd en tot Koning Boudewijnstadion omgedoopt.
De Rode Duivels boerden sportief uitstekend en wisten zich ook in 1990, 1994 en 1998 voor de eindronde van het wereldkampioenschap voetbal te kwalificeren. Naast die sportieve bijval, was er de organisatie van Euro 2000, het Europees Kampioenschap dat hij met zijn Nederlandse collega Jo van Marle naar de Lage Landen haalde en met Jeu Sprengers organiseerde. Enkele maanden vooraleer hij, in de zomer van 2001, het voorzitterschap van de voetbalbond doorgaf aan Jan Peeters, kreeg D'Hooghe de eretitel van "baron".
In 2003 volgde D'Hooghe het overleden Club-boegbeeld Michel Van Maele op als voorzitter. Twee maanden na zijn aantreden als voorzitter mocht hij de twaalfde landstitel van Club Brugge vieren. Hij weigerde er enige verdienste in en droeg de titel volkomen op aan zijn overleden voorganger.
Hij is honorair consul voor Mexico in West-Vlaanderen.

## Publicatie
- Mijn tien wereldbekers, in: Bulletin van de vereniging van de Adel van het Belgisch Koninkrijk, april 2020.